# Smörholken
Smörholken är en sjö i Varbergs kommun i Halland och ingår i Himleån-Viskans kustområde. Sjöns area är 0,002 kvadratkilometer och den befinner sig 60 meter över havet.